# Toxorhynchites gigantulus
Toxorhynchites gigantulus är en tvåvingeart som först beskrevs av Dyar och Shannon 1925.  Toxorhynchites gigantulus ingår i släktet Toxorhynchites och familjen stickmyggor.
Artens utbredningsområde är Filippinerna. Inga underarter finns listade i Catalogue of Life.